# نموذج التثاقف
في اكتساب اللغة الثانية، تم اقتراح نموذج التثاقف من قِبل جون شومان لوصف عملية اكتساب لغة ثانية (L2) من قِبل أفراد الأقليات العرقية التي تتضمن عادة عمليات الهجرة والعمال المهاجرين أو أطفال مثل هذه الجماعات. وتحدث عملية الاكتساب هذه في السياقات الطبيعية لبيئة لغة الأغلبية.

## الخلفية
ظهر نموذج التثاقف في إطار دراسة لشومان شملت ستة متعلمين من غير الناطقين باللغة الإنجليزية حيث كان في هذه الدراسة متعلم اسمه ألبرتو الذي، على عكس الخمسة الآخرين، أحرز تقدمًا طفيفًا في عملية اكتساب اللغة الإنجليزية. وحيث إن عدم تقدم ألبرتو لم يحتمل أي تفسير مرضٍ من حيث التطور المعرفي أو العمر، سارع شومان بربط فشل ألبرتو بمحدودية اتصاله بالناطقين باللغة الإنجليزية؛ أي أن، المسافات الاجتماعية والنفسية لألبرتو - العاملان اللذان استخدمهما شومان لاحقًا لتطوير نوذج التثاقف الخاص به - أعاقت إتقانه للغة المستهدفة بشكل كافٍ.

## الوصف
تم تعريف عملية التثاقف من قِبل براون بأنها «عملية التكيف مع ثقافة جديدة» والتي تنطوي على توجه جديد في التفكير والشعور من جانب متعلم اللغة الثانية. وفقًا لبراون، ونظرًا لأن الثقافة هي جزء لا يتجزأ من الإنسان، فإن عملية التثاقف تأخذ منحى أعمق عندما يتم استحضار مسألة اللغة إلى المشهد. واستند شومان في نموذج التثاقف الخاص به إلى مجموعتين من العوامل: العوامل الاجتماعية والنفسية. ويؤكد شومان على أن درجة تثاقف متعلمي اللغة الثانية تجاه ثقافة مجموعة اللغة الهدف (TL) تعتمد بشكل عام على العوامل الاجتماعية والنفسية؛ وهذان النوعان من العوامل سوف يحددان على التوالي مستوى البُعد الاجتماعي والبُعد النفسي الذي يتمتع به متعلم اللغة الثانية في سياق تعلمه للغة الهدف. ويهتم البعد الاجتماعي، كما يشير إليس، بالمدى الذي يمكن للمتعلمين الأفراد عنده التفاهم مع أعضاء مجموعة اللغة الهدف، وبالتالي، إمكانية تحقيق التواصل معهم. والبعد النفسي هو المدى الذي يكون عنده المتعلمين الأفراد في حالة ارتياح مع عملية تعلم اللغة الهدف.